# Henri Codet
Pour les articles homonymes, voir Codet (homonymie).
Henri Codet, né le 1er juillet 1890 et mort d'un accident à Génicourt le 19 décembre 1939, est un psychanalyste et psychiatre, analysé par Adrien Borel, c'est l'un des premiers membres de la Société psychanalytique de Paris. Il a aussi collaboré à la société et revue L'Évolution psychiatrique.

## Publication
- Henri Codet, Essai sur le collectionnisme (Thèse pour le doctorat en médecine), Paris, Jouve & Cie, 1921, 102 p.[2]